# Vicia hirsuta
Vicia hirsuta là một loài thực vật nở hoa từ chi Vicia. Nó là loài bản địa châu Âu và Tây Á. Nó có thể hiện diện ở các lục địa khác do du nhập. 

## Hình ảnh

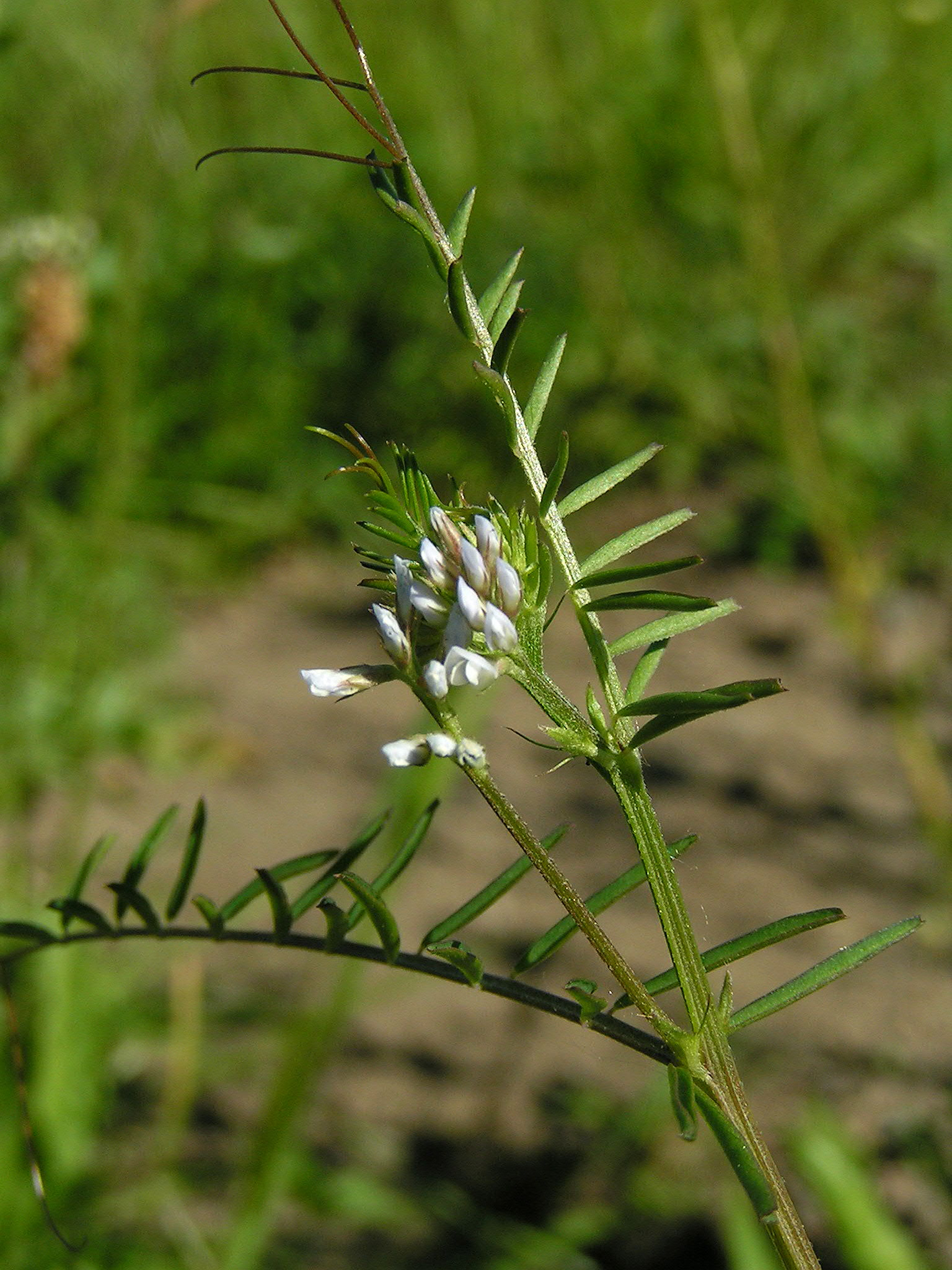
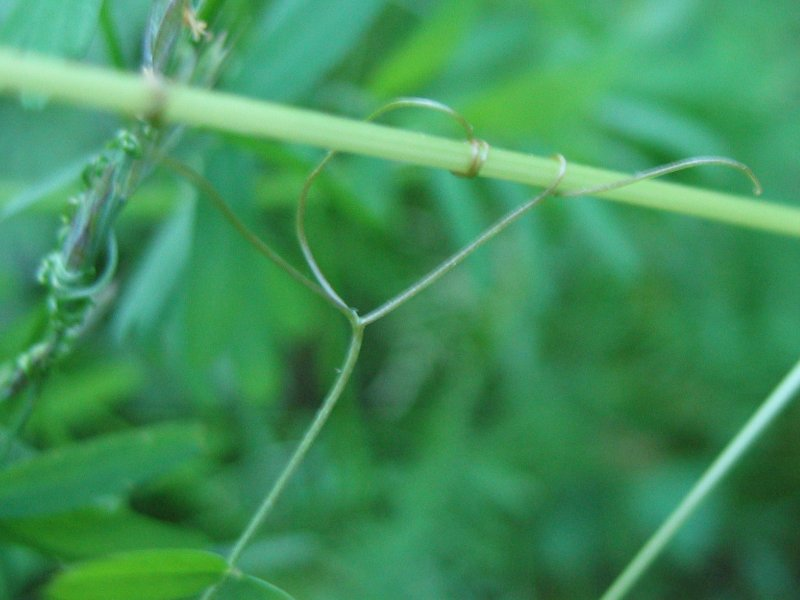
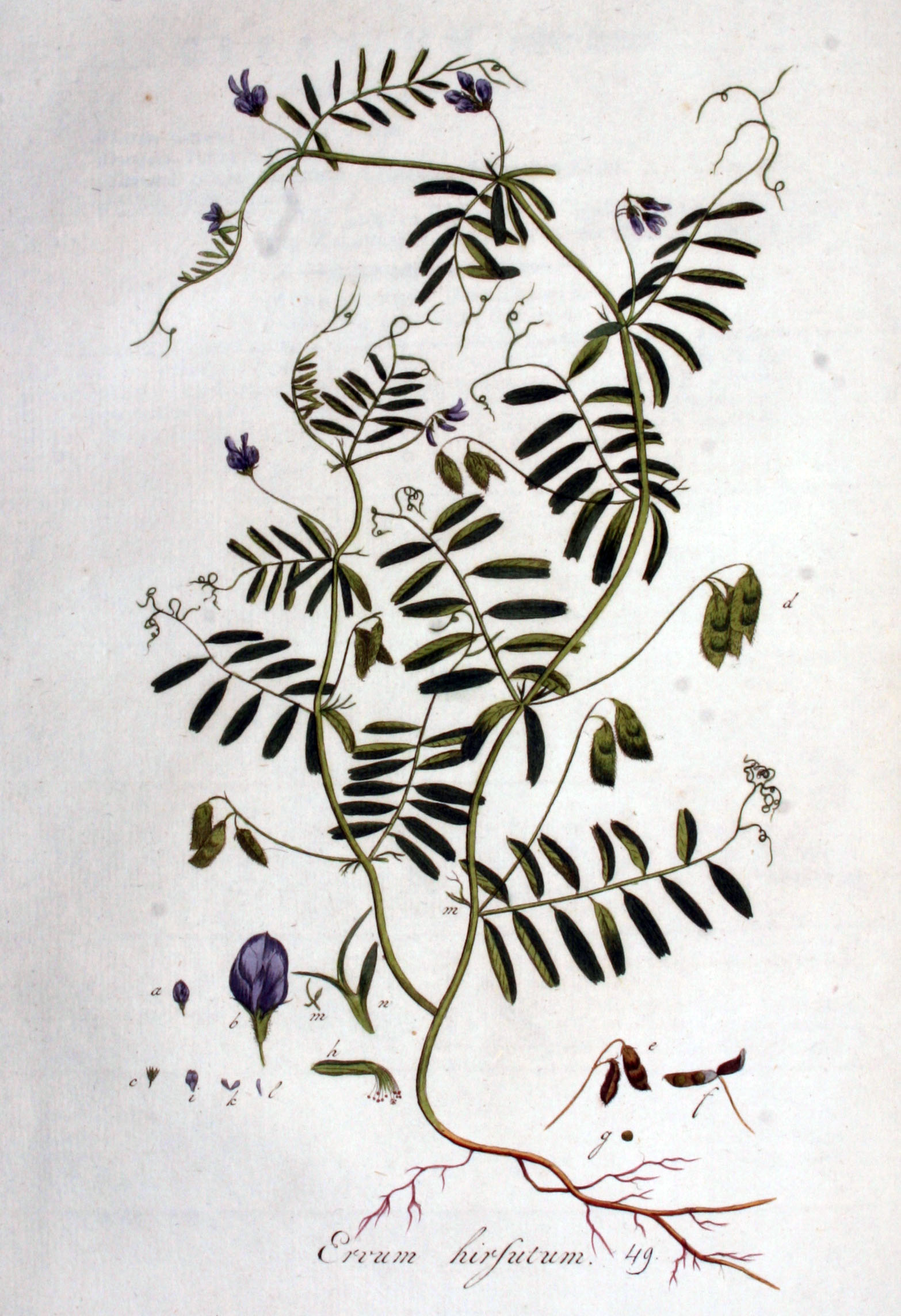
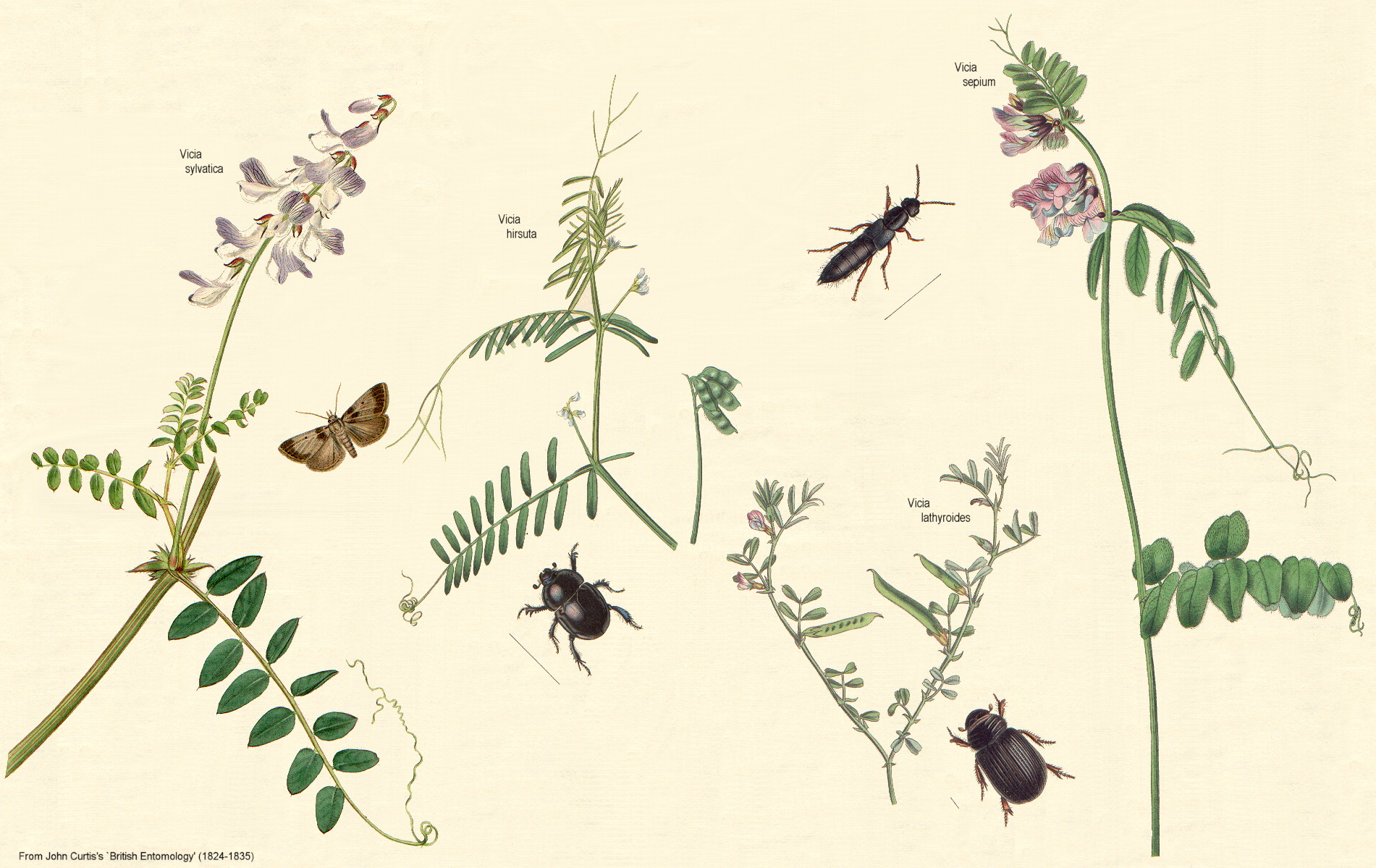